# マム・アンド・ポップ・ミュージック
マム・アンド・ポップ・ミュージック（Mom + Pop Music）は、アメリカ合衆国ニューヨークのインディー・レコードレーベル。主にインディー・ロックを取り扱っており、ジョシュア・ラディン(Joshua Radin)、スレイ・ベルズ(Sleigh Bells)などを輩出したことで知られている。

## 概要
2008年、Michael GoldstoneとQ-Prime ManagementのCliff BurnsteinとPeter Menschによってニューヨークで設立される。レーベルの最初のリリースはジョジュア・ラディン(Joshua Radin)の2ndアルバム『Simple Times』で、25万枚の売上を記録した。

## 主なアーティスト
過去のアーティストを含む
- Andrew Bird
- An Horse
- Animal Kingdom

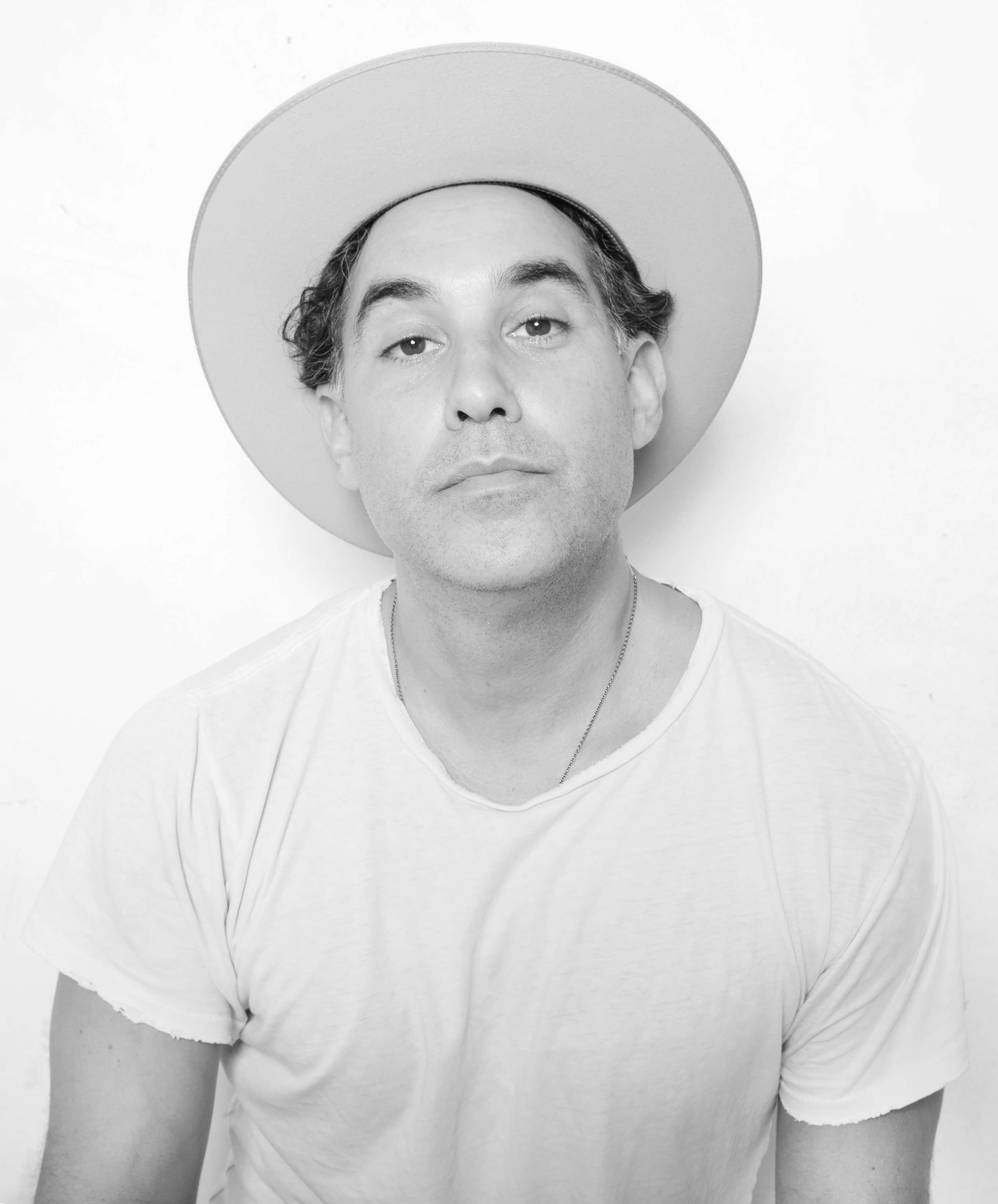
ジョジュア・ラディン

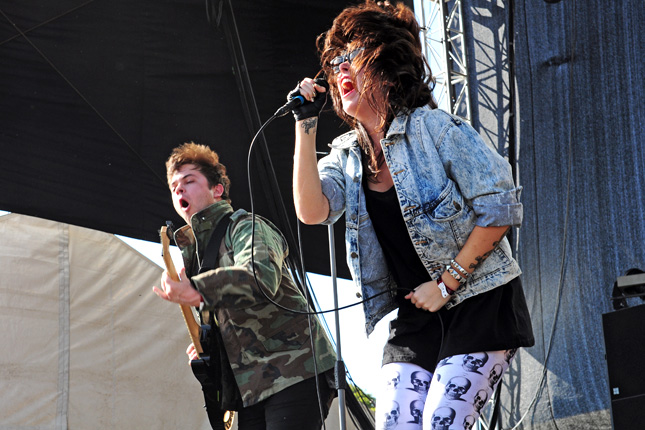
スレイ・ベルズ

- Courtney Barnett - コートニー・バーネット
- FIDLAR - フィドラー
- FKJ
- Flume
- Freelance Whales
- Hinds
- Hunters
- Ingrid Michaelson
- Jagwar Ma - ジャグワー・マ
- The Jezabels
- Joshua Radin - ジョシュア・ラディン
- Lucius
- Metric
- Mikhael Paskalev
- Neon Indian
- Poliça
- Sleeper Agent
- Sleater-Kinney - スリーター・キニー
- Sleigh Bells - スレイ・ベルズ
- Smith Westerns - スミス・ウエスタンズ
- Tired Pony
- Tokyo Police Club - トーキョー・ポリス・クラブ
- Tycho
- Wavves - ウェーヴス
- White Sea
- Wild Cub